# Stanisław Marcinkowski

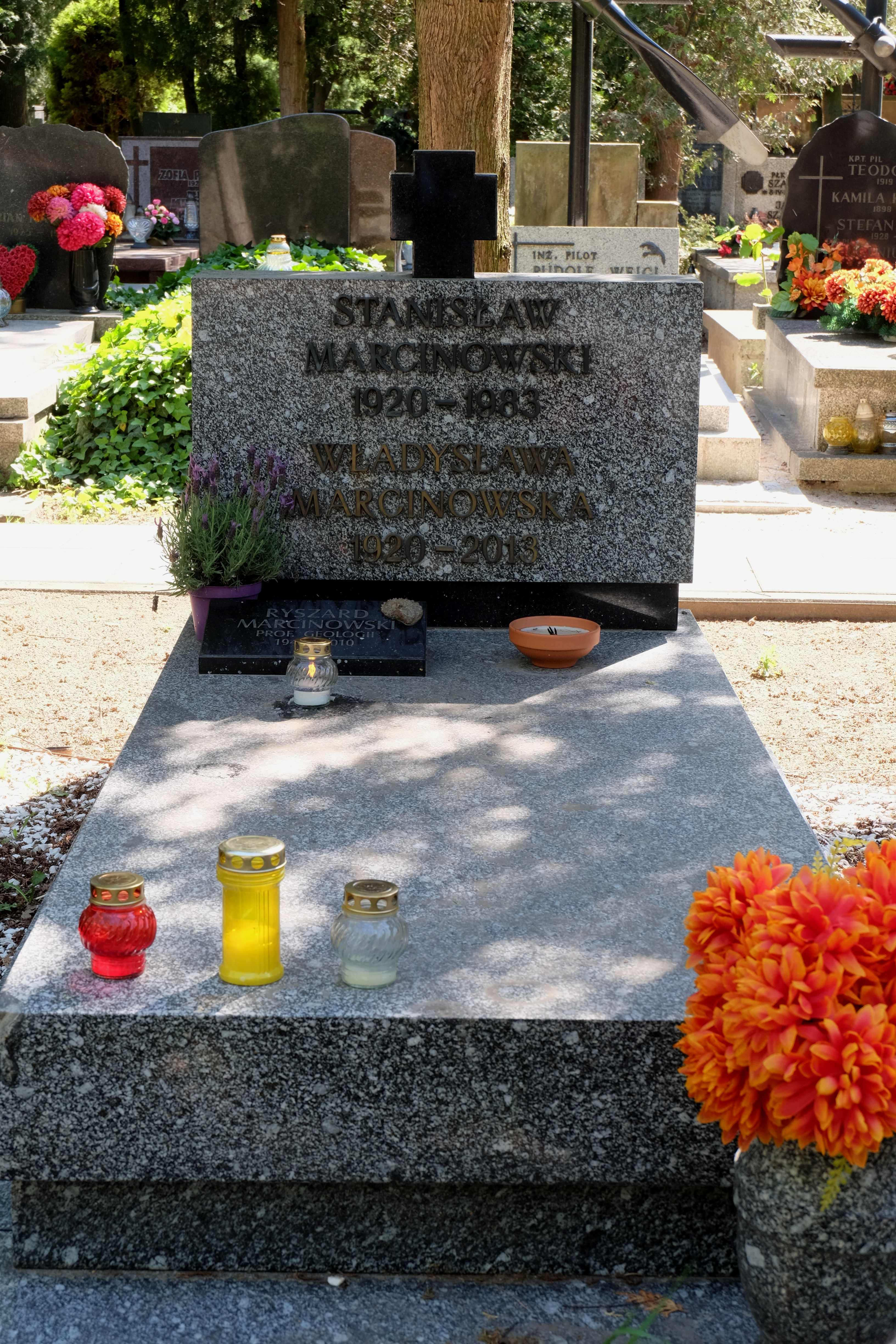
Grób Stanisława Marcinowskiego na Cmentarzu Wojskowym na Powązkach w Warszawie

Stanisław Marcinowski (ur. 5 czerwca 1920, zm. 12 listopada 1983 w Warszawie) – polski urzędnik państwowy, polityk.

## Życiorys
W latach 1971–1980 był wiceministrem resortu zdrowia i opieki społecznej. Od 1980 do 1981 był szefem URM-u, a w okresie 1982-1983 przewodniczącym Rady Ochrony Pamięci Walk i Męczeństwa. Do końca życia zasiadał także w Radzie Naczelnej ZBoWiD. W maju 1983 został powołany w skład Prezydium Rady Obywatelskiej Budowy Pomnika Szpitala Centrum Zdrowia Matki Polki.
Od 1947 należał do PPS, a od 1948 do PZPR. Pochowany na Cmentarzu Wojskowym na Powązkach w Warszawie (kwatera A4-tuje-8).

## Odznaczenia i wyróżnienia
- Tytuł honorowego członka Związku Ochotniczych Straży Pożarnych (1969)[4]